# رامین قلی‌زاده
رامین قلی‌زاده (به ترکی آذربایجانی: Ramin Quluzadə) سیاستمدار آذربایجانی است. وی مسئولیت وزارت حمل ونقل، ارتباطات و فناوری‌های پیشرفته جمهوری آذربایجان را به عهده دارد.

## زندگی‌نامه
رامین قلی‌زاده در اول فوریه سال ۱۹۷۷، در باکو به دنیا آمد. بعد از آنکه دبیرستان را در سال ۱۹۹۳ پشت سر گذاشت، وارد دانشگاه اقتصاد آذربایجان گردید. در سال ۱۹۹۷، از مقطع کارشناسی و در سال ۱۹۹۹، از کارشناسی ارشد دانشگاه یادشده دانش‌آموخته گردید. در بازه زمانی ۲۰۰۵ الی ۲۰۱۵ در بنیاد حیدر علی‌اف فعالیت نمود.
در سال ۲۰۱۴، الهام علی‌اف، رئیس جمهوری آذربایجان از رامین قلی‌زاده در پاس مشارکت فعالش در حفظ و تبلیغ میراث حیدر علی‌اف، رهبر ملی مردم آذربایجان با اعطای نشان «ترقی» تقدیر نمود.
در ۲۵ نوامبر سال ۲۰۱۵، رامین قلی‌زاده به فرمان الهام علی‌اف، رئیس‌جمهوری آذربایجان به عنوان معاون اول وزیر ارتباطات و فناوری‌های پیشرفته این کشور منصوب گردید.
در ۱۵ ژانویه سال ۲۰۱۶، بر پایه فرمان الهام علی‌اف، رئیس‌جمهوری آذربایجان به زمامداری وزارت ارتباطات و فناوری‌های پیشرفته آذربایجان رسید.